# Thierry III de Lynden
Pour les articles homonymes, voir Lynden (homonymie).
Thierry III de Lynden (…-1368), seigneur de Lynden, Leede, Oldenweert, Ommeren & Aalst fut le premier Échanson héréditaire du Duché de Gueldre, et un membre de la cour de l'Empereur Albert Ier du Saint-Empire.
En 1301, à la suite de la mort de Jean Ier de Hollande, il se rendit en Hollande pour réclamer le Comté au nom d'Albert Ier du Saint-Empire. Il aida ensuite l'Empereur dans son conflit contre Jean Ier de Hainaut pour ledit Comté.
En 1306, il participa a la guerre d'Albert Ier du Saint-Empire contre le Comte Henri de Carinthie pour le trône de Bohême.
En 1312, il fut envoyé par Louis IV du Saint-Empire pour assister le Comte Renaud Ier de Gueldre a sa grande assemblée d'Arnhem.
En 1318, à la suite d'un conflit avec l'Évêque d'Utrecht à propos de confiscation de grains, il fut attaqué par les armées du Comte de Hollande Guillaume Ier de Hainaut commandées par son Capitaine général Jean d'Arckel, qui brula entièrement son château de ter Leede et lui infligea de lourdes destructions sur ses terres.
Il participa ensuite à plusieurs ambassades pour le Comte de Gueldre pour demander la main de Sophie, fille du seigneur de Malines en 1331, ou pour convaincre le Comte de Flandres de rejoindre le parti du Roi Édouard III d'Angleterre contre le Roi de France Philippe de Valois en 1335.
En 1339, Louis IV du Saint-Empire éleva Renaud II de Gueldre au rang de Duc, et Thierry III de Lynden fut nommé Échanson héréditaire du nouveau Duché de Gueldre.
Thierry III de Lynden mourut en 1368 et fut enterré dans l'église de Marieweert.